# 沪江网
沪江网（英語：Hujiang）是中国的一家互联网学习平台网站。沪江旗下的沪江网校提供了多语种在线教育课程和小升初、中考高考考研出国等不同学习阶段的在线教育课程。而沪江旗下的CCTalk则是一个实时互动教育平台。2001年，沪江网创始人兼CEO伏彩瑞建立沪江网的前身沪江语林。2006年，伏彩瑞带领8人创始团队，以8万元资金起步，开始了沪江网的公司化运营。

## 内容模式
沪江的主要业务包括教育门户网站、网络SNS社区、教育电商平台以及在线互动教学平台沪江网校等。截至2016年，沪江总用户和移动端用户数先后突破1亿人次。

## 发展历程
2001年，沪江语林网，即沪江网前身诞生。2002年，沪江论坛诞生。2005年，沪江部落Web 2.0版社区正式推出。2006年，网站部分法语、听力、音乐等频道上线。2009年，沪江网校正式上线。
2010年，沪江网注册用户突破600万人。2012年，正式上线CCTalk实时互动教育平台。2013年，推出中国首支互联网教育产业基金——互元基金。2014年，沪江网与哈潑柯林斯出版集团合作，沪江小D词典将可7国语言互译。
2015年，品牌更名为“沪江”，启用新的首页和新的logo。2016年，沪江总用户和移动端用户数先后突破1亿人次。南京沪江教育科技有限公司成立。2017年，与腾讯云达成战略合作；沪江再次在互联网大会上亮相。

## 融资情况
截止2013年沪江网获2000万美元B轮融资，沪江网总共获得三轮融资，项目估值达10亿美元：
2007年，沪江网获得天使轮融资；
2009年，沪江网获得A轮融资；
2013年，沪江网获2000万美元B轮融资；
2014年，沪江网获1亿美元C轮投资。
2015年，沪江网获皖新传媒1亿元入股。
2015年10月28日，复旦大学蒋昌建教授、资深媒体人秦朔和汉能投资、软银麟毅等国内知名的投资人现身沪江 “学无界 大势见” 2015战略发布会，沪江创始人兼CEO伏彩瑞宣布已完成总额超10亿人民币的D轮融资，并正式启动“互+计划”教育公益项目。

## 商标纠纷
2019年，上海理工大学认为沪江网运营主体沪江教育科技（上海）股份有限公司注册的“沪江”、“沪江网校”、“沪江英语”3件商标与上海理工大学所拥有的“沪江”（非注册驰名商标）构成侵权，提出无效宣告。9月19日，国家知识产权局商标局在上海商标审查协作中心开展巡回评审，目前案件庭审结果尚未公布。